# Pilar de la Oliva
María Pilar de la Oliva Marrades (Alcira, 2 de abril de 1956) es una magistrada española. Presidenta del Tribunal Superior de Justicia de la Comunidad Valenciana desde 2010, fue reelegida en 2016.

## Biografía
Se inició en 1982 en la carrera judicial, siendo destinada al Juzgado de Primera Instancia e Instrucción número 1 de Calamocha en Teruel, y posteriormente destinada a Juzgados mixtos de Liria, Mataró y Castellón de la Plana. En 1987 fue nombrada magistrada titular del Juzgado de Instrucción número 10 de Valencia. De la Oliva está especializada en Derecho Civil de la Comunidad Valenciana y en conocimiento del valenciano. Tiene fama de independiente y moderada.
En 2015 fue la directora de un curso de Macrocausas organizado por el Consejo General de Poder Judicial, y también ha participado como ponente en varios cursos, jornadas y seminarios.

### Presidencia del TSJCV
En septiembre de 2010 tres candidatos se presentan ante el Consejo General del Poder Judicial para presidir el Tribunal Superior de Justicia de la Comunidad Valenciana. Son Pilar de la Oliva, Pedro Castellano y Javier Lluc. El 5 de noviembre de 2010 fue elegida por el Pleno del Consejo General del Poder Judicial como presidenta del Tribunal Superior de Justicia de la Comunidad Valenciana Pilar de la Oliva, que había superado a Juan Luis de la Rúa, cuya intervención en la tramitación de la rama valenciana del Caso Gürtel fue recurrida por el Foro Judicial Independiente, o ante José de Madaria, otro candidato al puesto con plaza en la Audiencia de Alicante.
En 2015 era la única mujer al ostentar la presidencia de un Tribunal Superior de Justicia al Estado, y la segunda en toda la historia de la judicatura. El 28 de enero de 2016 fue reelegida como Presidenta del Alto Tribunal Valenciano por el Consejo General del Poder Judicial hasta 2021, con 12 votos de los 21 del plenario, ante Vicente Magro Servet presidente de la Audiencia Provincial de Alicante, que consiguió los 9 restantes.

## Coincidencia
La elección de Teresa Gisbert como Fiscal Superior de la Comunidad Valenciana en 2019 provocó que los principales cargos de la justicia valenciana estuvieron ocupados por cuatro mujeres: Pilar de la Oliva, Gabriela Bravo (consejera de Justicia), Auxiliadora Borja (decana de los abogados) y Laura Oliver (decana de los procuradores).